# Киевски академичен театър за драма и комедия на левия бряг на Днепър
Киевски академичен театър за драма и комедия на левия бряг на Днепър (на украински: Київський академічний театр драми і комедії на лівому березі Дніпра) е театър в Киев, Украйна, основан през 1979 година.

## История
Първото събиране на трупата на театъра е на 7 септември 1978 г., а първата премиера („Най-високата точка – любов“ от Родион Феденьов) се провежда на 21 април 1979 г. в сградата на Киевския академичен куклен театър.
Дълги години театърът няма собствено помещение. През май 1982 г. градските власти предават на младия театър сградата на кино „Космос“, намиращ се в района на града на левия бряг на р. Днепър. Възстановените помещения стават първият театър на левия бряг на Киев, както и първият нов театър в Киев след края на Втората световна война. На 21 декември 1990 г. официално е открит театърът на левия бряг на Днепър с пиесата „Винаги ще съм за теб наречена“ на Отар Йоселиани.
Пиесата „Лъжата“ по Володимир Винниченко, поставена през 1992 г., става първото украиноезично представление на театъра.

## Представления и гастроли
Театърът гастролира в Русия, Грузия, Беларус, Латвия, Литва, Германия. В Украйна театърът гостува в Днипро, Одеса, Севастопол, Чернигов, Лвов, Ивано-Франкивск, Полтава, Тернопил, Дрохобич, Ужгород. В периода от 2000 г. до 2004 г. театърът участва в различни международни театрални фестивали: Международен фестивал на ОНД, фестивал на балтийските държави „Балтийска къща“ в Санкт Петербург, „Бялата кула“ в Брест, „Играе Гогол“ в Полтава, фестивали на руската класика в Гомел, Толиати, Брянск, Международен фестивал „Херсонски игри“ в Севастопол, Международен фестивал „Златен лъв“ в Лвов, фестивала „Добрият театър“ в Енергодар, „Септемврийски скъпоценни камъни“ в Кропивницки, „Премиери на сезона“ в Ивано-Франкивск и други.
Театърът взима участие в Дните на украинската култура в чужбина със спектакъла „Малко вино... или 70 завъртания“ от Луиджи Пирандело, представен в Париж и Нанси. С пиесата „Mein Kampf, или Чорапи в кафемашина" по Джордж Табори, театърът представя киевската театрална култура по време на Дните на културата в Киев.

## Творчески екип
До 2018 година ръководител на театъра е народния артист на Украйна и народен артист на Русия Едуард Митницки. От 2019 г. ръководството е поето от Стас Жирков. От 2023 г., ръководител на театъра е Олеся Журакивска.
Някои от известните актьори, които са играли в театъра, включват:
- Неонила Билецка (народен артист на Украйна);
- Олександр Ганноченко (народен артист на Украйна);
- Володимир Горянски (народен артист на Украйна);
- Виктор Жданов (заслужил артист на Украйна);
- Володимир Заднипровски (заслужил артист на Украйна);
- Свитлана Золотко (заслужила артистка на Украйна);
- Тамара Кибалникова (заслужила артистка на Украйна);
- Тетяна Круликовска (заслужила артистка на Украйна);
- Ирина Мелник (заслужила артистка на Украйна);
- Андрий Мостренко (заслужил артист на Украйна);
- Свитлана Орличенко (заслужила артистка на Украйна);
- Леся Самайева (заслужила артистка на Украйна);
- Андрий Саминин (заслужил артист на Украйна);
- Ахмет Сейтаблайев (заслужил артист на Крим);
- Серхий Солодов (заслужил артист на Украйна);
- Лев Сомов (народен артист на Украйна).

## Награди
За времето на съществуването на наградата за театрални изкуство „Киевски пекторал“ (от 1993 г.) театърът получава 15 награди.

## Връзки
- Официален уебсайт

|  | Тази страница частично или изцяло представлява превод на страницата „Київський академічний театр драми і комедії на лівому березі Дніпра“ в Уикипедия на украински. Оригиналният текст, както и този превод, са защитени от Лиценза „Криейтив Комънс – Признание – Споделяне на споделеното“, а за съдържание, създадено преди юни 2009 година – от Лиценза за свободна документация на ГНУ. Прегледайте историята на редакциите на оригиналната страница, както и на преводната страница, за да видите списъка на съавторите. ВАЖНО: Този шаблон се отнася единствено до авторските права върху съдържанието на статията. Добавянето му не отменя изискването да се посочват конкретни източници на твърденията, които да бъдат благонадеждни. |